# Guillaume Chaine
Guillaume Chaine, né le 24 octobre 1986 à Colombes, est un judoka français.

## Carrière sportive
Guillaume Chaine est né en 1986 à Colombes dans les Hauts-de-Seine. Il vit à La Réunion pendant 5 ans et arrive en métropole à l'âge de 9 ans, à Grenoble. Jusqu'à l'âge de 14 ans, il pratique le football et le judo avant de choisir définitivement ce dernier (comme son frère aîné). Il intègre le Pôle Espoir Grenoble (sports études). Il gagne alors son premier titre de champion de France. Il est tout d'abord un international junior, remplaçant aux championnats d’Europe junior puis aux championnats du monde junior.
Il devient ensuite un international sénior. Il concourt tout d'abord dans les catégories des moins de 60 kg et moins de 66 kg.
Il est triple médaillé des championnats de France par équipe, avec le Lagardère Paris Racing. Il a été trois fois qualifié pour la coupe d'Europe des clubs. Il est aussi médaillé au tournoi international de Lyon et au tournoi international d'Allemagne.
Alors licencié au club de Levallois, il pose, en 2008, pour l'édition 2009 du calendrier des Dieux du stade organisé par le club de rugby du Stade français, au côté de deux autres judokas, Jonathan Schneider de Thiais et Renaud Carrière de Nice.
Il est licencié au club FLAM 91, à l'ACBB à Boulogne-Billancourt, puis à l'Étoile sportive du Blanc-Mesnil Judo.
En 2014, il est champion de France dans la catégorie des moins de 73 kg.
En 2015, il est le vainqueur de l’European Open de Glasgow
en Écosse.
En 2016, aux Jeux olympiques d'été de Rio, il est remplaçant dans la catégorie des moins de 73 kg.
En 2017, il est médaillé de bronze à l'European Open de Lisbonne au Portugal.
En 2018, il remporte le tournoi de Sarrebruck en Allemagne. Aux Championnats du monde de judo 2018, il remporte la médaille d'argent par équipe mixte.
En 2019, après avoir terminé 5e au Grand Prix de Marrakech, 7e au Grand Slam Paris, il est le vainqueur du Grand Prix de Tbilissi (Géorgie) en moins de 73 kg, en battant le Cubain Magdiel Estrada.
Il est médaillé de bronze par équipes aux Jeux européens de 2019.
Guillaume Chaine est un grand spécialiste de o-uchi-gari qu'il exécute avec un style glissé très particulier.

## Palmarès

### Jeux olympiques
- Médaille d'or aux Jeux olympiques en équipes mixtes à Tokyo en 2021.

### Championnat du monde
- Médaille d'argent aux championnats du monde par équipes 2019 à Tokyo,  Japon
- Médaille d'argent aux championnats du monde par équipes 2018 à Bakou,  Azerbaïdjan

### Championnats d'Europe
- Médaille de bronze aux championnats d'Europe par équipes 2019 à Minsk,  Biélorussie
- 5e aux championnats d'Europe par équipes 2016 à Kazan,  Russie

### Championnats de France

#### Individuel
- Médaille de bronze aux championnats de France 2018 à Rouen
- Médaille de bronze aux championnats de France 2017 à Saint-Quentin-en-Yvelines
- Médaille d'or aux championnats de France 2014 à Villebon-sur-Yvette
- Médaille de bronze aux championnats de France 2013 à Marseille
- Médaille de bronze aux championnats de France 2012 à Montpellier
- Médaille d'argent aux championnats de France 2010 à Montbéliard
- Médaille d'argent aux championnats de France 2007 à Dijon
- Médaille d'argent aux championnats de France juniors 2004 à Paris

#### Équipes
- Médaille d'or aux championnats de France par équipes 2019 à Trélazé
- Médaille d'argent aux championnats de France par équipes 2018 à Bourges
- Médaille de bronze aux championnats de France par équipes 2013 à Villebon-sur-Yvette
- Médaille de bronze aux championnats de France par équipes 2007 à Laval